# Helena Pimenta
Helena Pimenta (Salamanca, 1955) es una directora de escena, dramaturga y directora teatral española, fue directora de la Compañía Nacional de Teatro Clásico de 2011 a 2019. En 1993 fue reconocida con el Premio Nacional de Teatro.

## Formación
Licenciada en Filología Inglesa y Francesa por la Universidad de Salamanca. Durante sus estudios, leyó teatro en español, inglés y francés, que supondría una sólida base para su trabajo posterior.
Su vocación teatral fue tardía y llegó a ella de forma indirecta, al utilizar la dramaturgia como instrumento para la enseñanza de idioma extranjero cuando era profesora en un instituto de Bachillerato, el Instituto Koldo Mitxelena de Rentería. Los alumnos encontraron un espacio de encuentro alrededor del teatro, explorando diversas disciplinas y convirtiéndose en protagonistas de su propia formación. Así fue como Pimenta descubrió lo que sería el centro de su vida profesional y personal.
Reconoce y destaca entre las primeras obras que le inspiraron Quejío de La Cuadra y El Mahabarata de Brook.

## Carrera profesional
En 1978 fundó la compañía ATELIER con la que dirigió, entre otras obras: El avaro de Molière (1980), La cantante calva y La lección de Ionesco (1981), Esperando a Godot de Samuel Beckett (1982). Escribió y dirigió Cándido (1983), Dantería (1984), Procesados (1986) y Xespir (1987).
En 1987 creó en San Sebastián la compañía UR Teatro-Antzerkia de la que es directora artística. Con ella ha dirigido los espectáculos de clásicos del teatro en español, francés e inglés, con especial interés en Shakespeare. Destacaron en los inicios Rémora (1988) y Antihéroes (1991). En 1992 inició una trilogía sobre las obras de William Shakespeare: Sueño de una noche de verano (1992), Romeo y Julieta (1995) y Trabajos de amor perdidos (1998); que la ha convertido en una de las especialistas sobre este autor, recibiendo hasta la fecha más de 20 premios nacionales e internacionales y el reconocimiento unánime de público y crítica. Destaca el reconocimiento que recibió al obtener el Premio Nacional de Teatro en 1993. En 2001 dirigió Sigue la tormenta de Enzo Cormann, en 2002 Luces de Bohemia de Ramón María del Valle-Inclán, y en 2003 Sonámbulo de Rafael Alberti y Juan Mayorga.
En 2004 volvió a Shakespeare con La tempestad y en el 2005 con Coriolano por encargo de Salamanca 2005 Plaza Mayor de Europa con motivo de la celebración del 250 aniversario de dicha plaza, y en 2006 dirigió El chico de la última fila de Juan Mayorga. En 2007, en motivo de la celebración del 20 aniversario de UR Teatro-Antzerkia, dirigió Dos caballeros de Verona de Shakespeare y en 2008, dirigió Cartas de amor a Stalin, de Juan Mayorga.
Asimismo, ha dirigido La cabeza del Bautista (Valle Inclán), en el Centro Dramático Gallego (1998), La llanura de Martín Recuerda en el Centro Andaluz de Teatro (1999), La comedia de los errores (Shakespeare) en el Teatro Nacional de Cataluña (2000), La dama boba de Lope de Vega para la Compañía Nacional de Teatro Clásico (2002), Encuentro en Salamanca para el acto inaugural de la capitalidad cultural europea, Salamanca 2002, La entretenida de Miguel de Cervantes (2005), La Gran Vía de Chueca y Macbeth en 2006, La noche de San Juan (López) y para el Teatro Nacional Doña María II de Lisboa A filha rebelde.
En 2011 fue nombrada directora de la Compañía Nacional de Teatro Clásico (CNTC) por su conocimiento de los autores clásicos y el respeto de profesionales del mundo escénico.
Alejada de artificios y defensora de la sencillez en las obras que dirige, lo ha puesto de manifiesto montajes como La vida es sueño de Calderón de la Barca (2012) con Blanca Portillo; La verdad sospechosa de Ruiz de Alarcón (2013), anteriormente montada solo por Pilar Miró, y Donde hay agravios no hay celos de Rojas. También ha desarrollado trabajos como filóloga ha realizado traducciones y versiones de Romeo y Julieta, Trabajos de amor perdidos, La tempestad y Macbeth, y se ha encargado de la dramaturgia de Sueño de una noche de verano.
En 2018 estrenó La dama duende en el Festival de Teatro Clásico de Almagro, obra que refleja las preocupaciones de las mujeres del siglo XVII y que Pimenta entendía de actualidad al abordar cuestiones como la propia identidad y el espacio propio como seres humanos, en definitiva, la libertad de ser.
En septiembre de 2018 se anunció el fin de su etapa como directora de la Compañía Nacional de Teatro Clásico en agosto de 2019, por relevo de la cúpula del INAEM. Fue sustituida por Lluís Homar.

## Premios y reconocimientos
- Premio Nacional de Teatro (1993).
- Premios de la Asociación de Directores de Escena a la Mejor Dirección (1996 y 1998).
- Premio del Jurado y de la Crítica al mejor Espectáculo del Festival Internacional de El Cairo 1993.
- Premio Lazarillo 2002 a la mejor trayectoria teatral.
- Premio La Barraca a las Artes Escénicas 2018.[5]
- Premio AlumniUAM 2020 Facultad de Filosofía y Letras.
- Premio del Festival Internacional de Teatro Clásico de Almagro, por su incansable trabajo en favor de este festival.(2022)